# 부산 복천동 출토 금동관
부산 복천동 출토 금동관(釜山 福泉洞 出土 金銅冠, 영어: Gilt-bronze Crown Excavated from Bokcheon-dong, Busan)은 대한민국 부산 복천동 고분군 11호분의 피장자 우측에서 출토된 금동관으로, 5세기 ~ 6세기 신라의 출자형 신라 금관과는 달리 대륜에 나뭇가지 모양의 수목형 입식이 연결된 고졸(古拙)한 관이다. 2016년 11월 16일 대한민국 보물 제1922호로 지정되었다.

## 지정 사유
부산 동래 복천동 10·11호분의 주석곽(11호분)에서 출토된 금동관은 현재 신라권에서 출토된 관 가운데에서는 매우 이례적인 꼴에 해당한다. 금동관은 주실인 11호분의 피장자 우측에서 출토된 금동관으로, 5～6세기 신라의 출자형 금관과는 달리 대륜에 나뭇가지 모양의 수목형 입식이 연결된 古拙한 관이다. 특히 출자형 금관의 초기단계로 인정되고 있는 경주 교동 출토 금관과 가장 유사하지만 입식이 모아져 삼각형을 이루고 있는 점, 입식 끝이 하향하고 있는 점, 영락이 없는 대륜에 파상문이 시문된 점, 革帶를 조여 관을 쓰는 장치가 있는 점에서 지역적 특수성이 있다. 이러한 형태는 5～6세기 신라관의 계보 및 가야의 관을 이해하는 데 중요한 자료로 고고학적 가치가 크다. 제작기법은 판재를 잘라 정으로 단순한 문양을 시문하고, 영락을 단 매우 단순한 수법이지만, 삼국시대 古墳 금속공예 기법을 잘 대변해 주고 있어 공예사적 가치도 있다.

## 같이 보기
- 부산 복천동 고분군 - 사적 제273호

## 참고 자료
- 부산 복천동 출토 금동관 - 국가유산청 국가유산포털